# St. Walburga (Ruderatshofen)

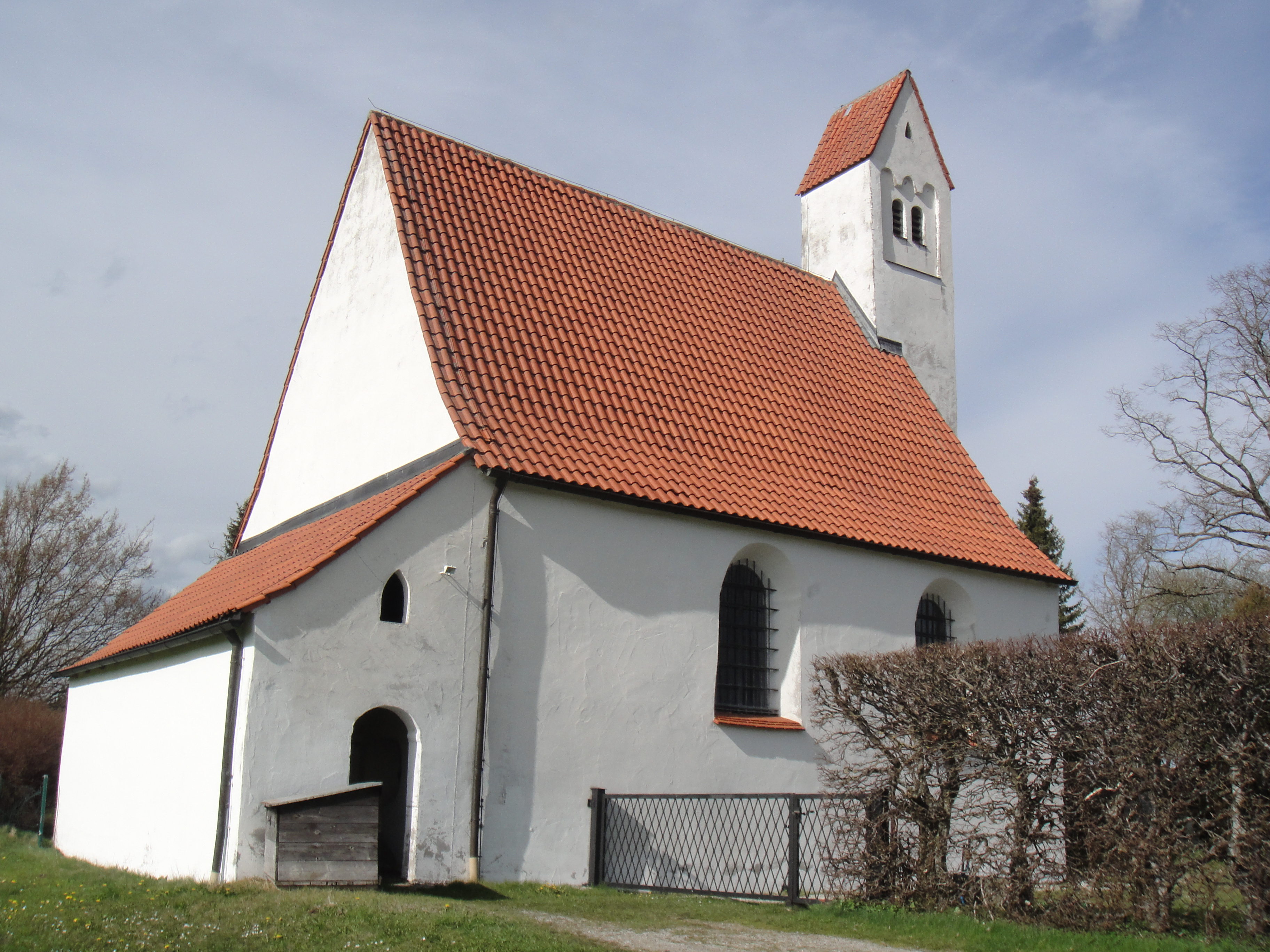
St. Walburga in Ruderatshofen

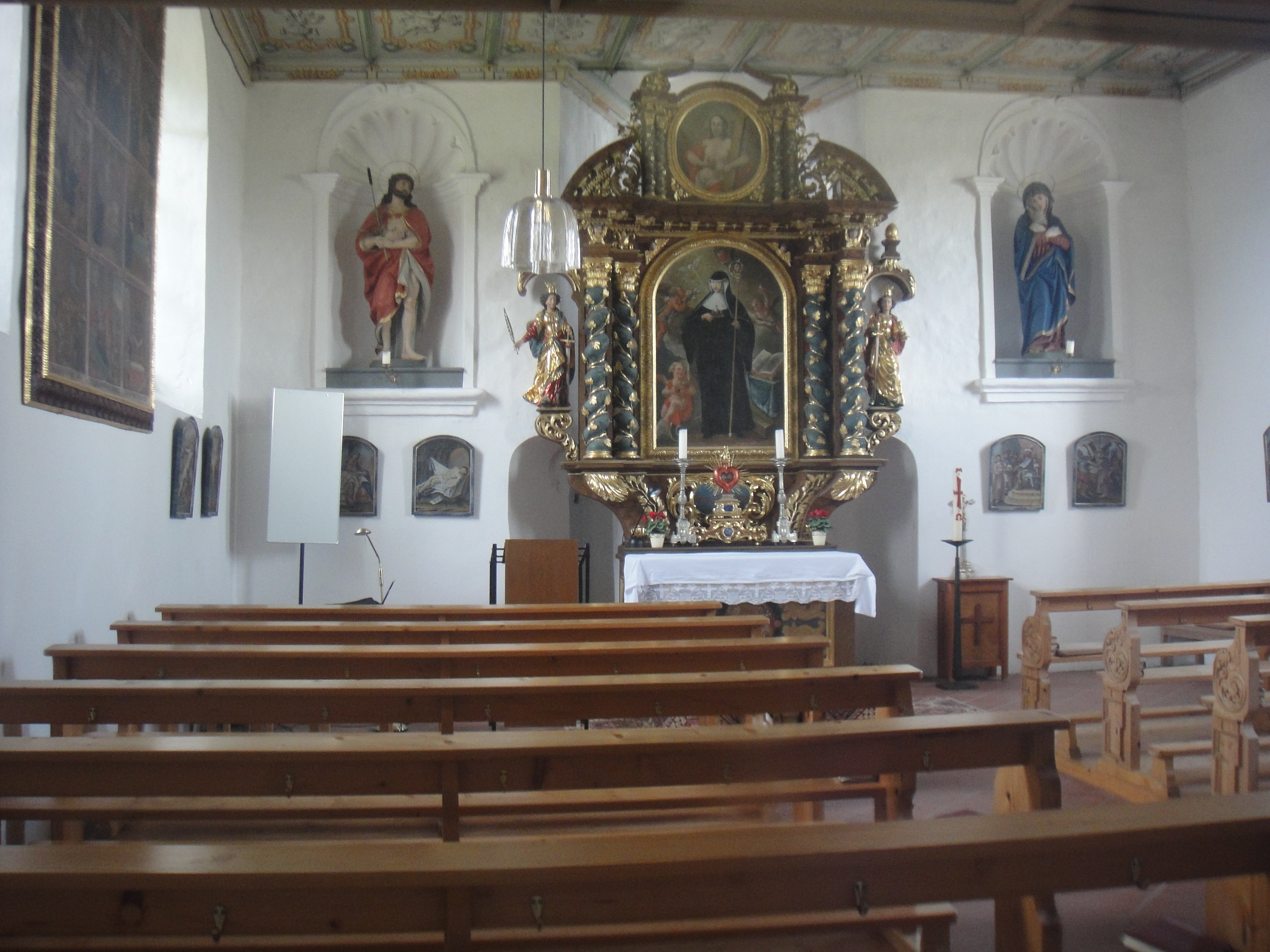
Innenraum

Die römisch-katholische Kapelle St. Walburga steht in Ruderatshofen, einer Gemeinde im schwäbischen Landkreis Ostallgäu von Bayern. Das Bauwerk ist in der Liste der Baudenkmäler in Ruderatshofen als Baudenkmal unter der Nr. D-7-77-167-4 eingetragen.

## Beschreibung
Die Saalkirche wurde im 15. Jahrhundert errichtet und im 17. Jahrhundert umgebaut. Sie besteht aus einem Langhaus, das mit einem Satteldach bedeckt ist, und einem Chorturm im Osten, dessen Satteldach quer angeordnet ist. Im obersten Geschoss des Kirchturms steht der Glockenstuhl. Im Erdgeschoss des Turms befindet sich ein im Osten dreiseitig geschlossener Chor. Der Innenraum ist mit einer Kassettendecke überspannt. Auf dem Altarretabel des um 1700 gebauten Altars ist die heilige Walburga dargestellt. Neben dem Altar stehen in Nischen die Statuen der Katharina von Alexandrien und der Barbara von Nikomedien.